# Foumbot
Foumbot est une commune du Cameroun située dans le département du Noun et la région de l'Ouest.

## Histoire
Pendant la guerre du Cameroun, les milices armées du sultan des Bamoun organisent des raids ciblant les Bamilékés à Foumbot et dans ses environs. Le 24 janvier 1961 notamment, les milices détruisent le village de Bamendjin, y tuant une centaine de personnes. En dépit des exactions dont il se rend responsable, le sultan, proche allié du pouvoir central de Yaoundé ne fera l'objet d'aucune procédure judiciaire.

## Climat

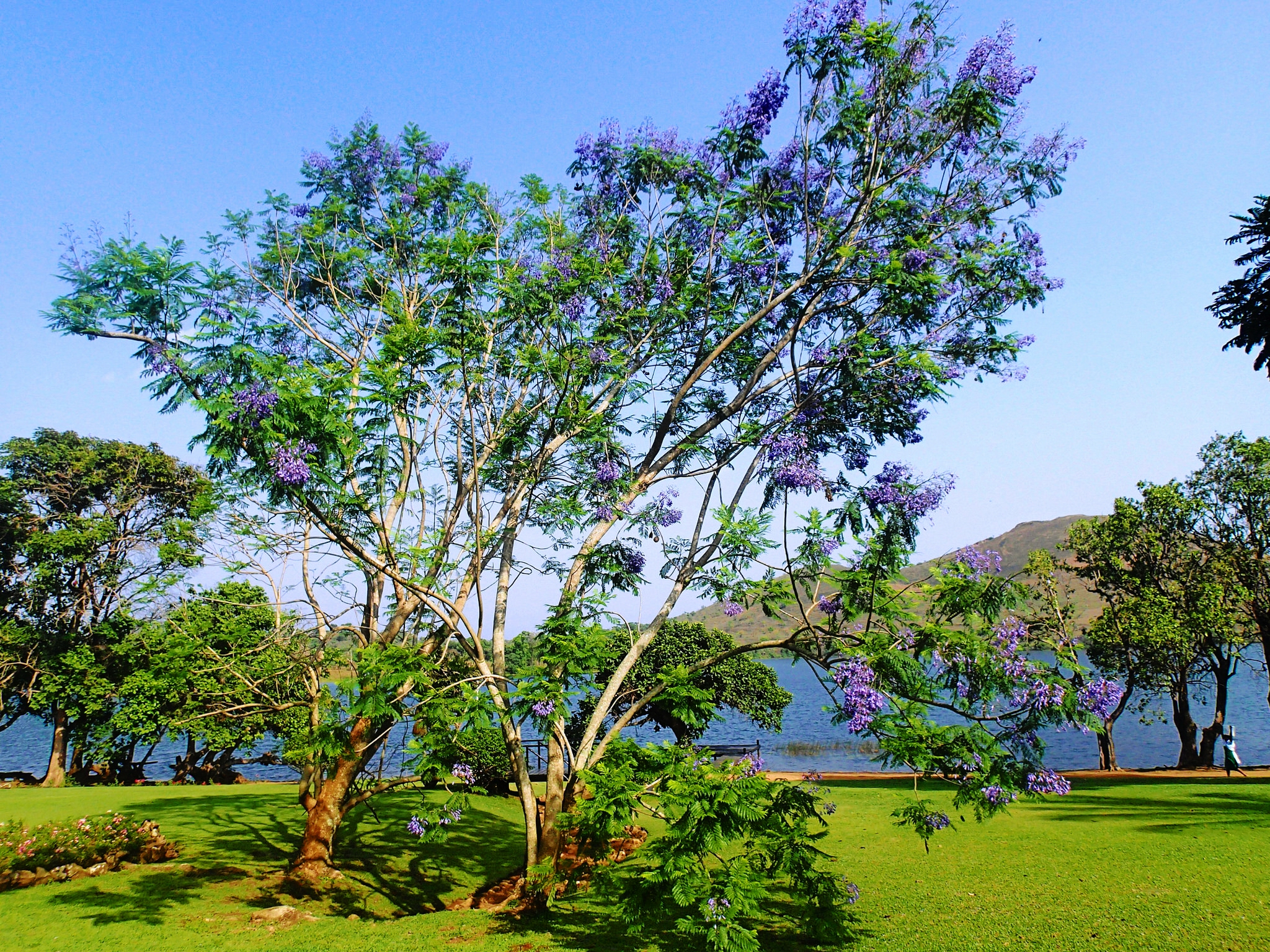
Jacaranda au Domaine de Petpenoun.

Foumbot est doté d'un climat tropical de type Aw selon la classification de Köppen, avec une température annuelle moyenne de 22,2 °C et des précipitations d'environ 1 983 mm par an, plus importantes en été qu'en hiver.

## Population
Lors du recensement de 2005, la commune comptait 76 486 habitants, dont 50 350 pour Foumbot Ville.

## Organisation
Outre la ville de Foumbot proprement dite, la commune comprend les villages suivants :
- Baïgom
- Fossang
- Fossett
- Koundoumbain
- Fochiéya
- Kouffen
- Koukpa
- Kouondja
- Kwetvu
- Machouen
- Maka
- Mangoum
- Mbantou
- Momoe
- company
- Njinbouot-Fongue
- Soukpen
- Tenjouonoun
- Mfeloung
- Njincha

## Économie et transports

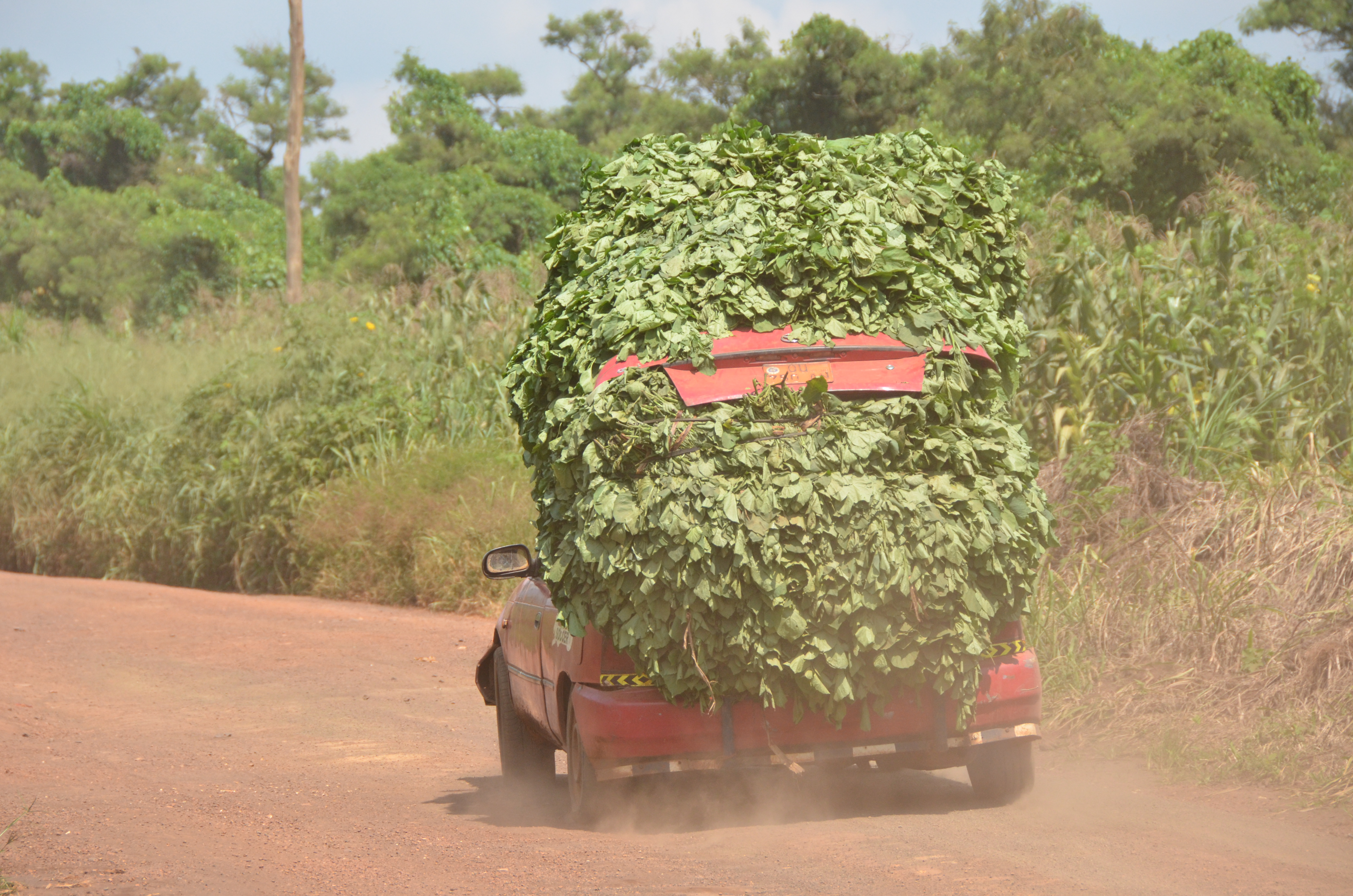
Transport de légumes.

## Éducation
L'arrondissement de Foumbot compte 7 établissements d'enseignement secondaire publics, dont 3 collèges et 4 lycées, parmi lesquels le lycée bilingue de Foumbot, le lycée de Koundoumbain, le lycée technique de Foumbot et le lycée de Baïgom.

## Personnalités
L'interprète Mosé Yeyap est né à Baïgom vers 1895.